# Josip Runjanin
Josip Runjanin sau Josif Runjanin (în sârbă Јосиф Руњанин; n. 8 decembrie 1821, Vinkovci, Imperiul Austriac – d. 2 februarie 1878, Újvidék, Austro-Ungaria) a fost un compozitor austriac de origine sârbă, cunoscut pentru compunerea melodiei Lijepa naša domovino, actualul imn național al Croației.

## Biografie
Runjanin s-a născut în decembrie 1821 într-o familie de etnie sârbă și a fost botezat în biserica ortodoxă sârbă „Pogorârea Sf. Duh” din Vinkovci. A urmat studii la Vinkovci și apoi la Sremski Karlovci, după care a servit pe post de cadet al Armatei Imperiale Austriece în garnizoana orașul Glina, aflată de-a lungul Graniței Militare. În timpul serviciului militar la Glina a obținut gradul de căpitan și s-a specializat în cântatul la pian, fiind instruit de conducătorul orchestrei militare din Glina. Acolo a intrat în contact cu membrii mișcării iliriste, cunoscându-l pe poetul Antun Mihanović.
Muzicologul croat Josip Andreis susține că Runjanin, care era un muzician amator, a compus în 1846 muzica pentru cântecul patriotic croat Lijepa naša domovino scris de Mihanović, inspirându-se din aria O sole piu ratto a sorger t’appresta inclusă în actul 3 al operei Lucia di Lammermoor a lui Gaetano Donizetti. Imnul croat compus de Mihanović și Runjanin a fost cântat pentru prima oară pe străzile din Zagreb în 1891, în timpul expoziției croato-slavone, astfel că ambii bărbați au obținut doar o celebritate postumă. Runjanin a mai compus cântecul Ljubimo te naša diko (Hrvati svome banu) în onoarea banului croat Josip Jelačić, folosind motive din opera L'elisir d'amore a lui Gaetano Donizetti.
În 1864, la vârsta de 43 de ani, Runjanin s-a căsătorit cu fata căpitanului în rezervă Toma Perković. Un an mai târziu el a devenit membru al Adunării Croate în calitate de reprezentant al Regimentului 1 Banat. Loialitatea dovedită față de statul austriac a determinat avansarea sa ulterioară la gradul de colonel.
După retragerea din serviciul militar, Runjanin s-a mutat la Novi Sad unde a murit în 2 februarie 1878, la vârsta de 56 de ani.

## Cinstirea memoriei sale

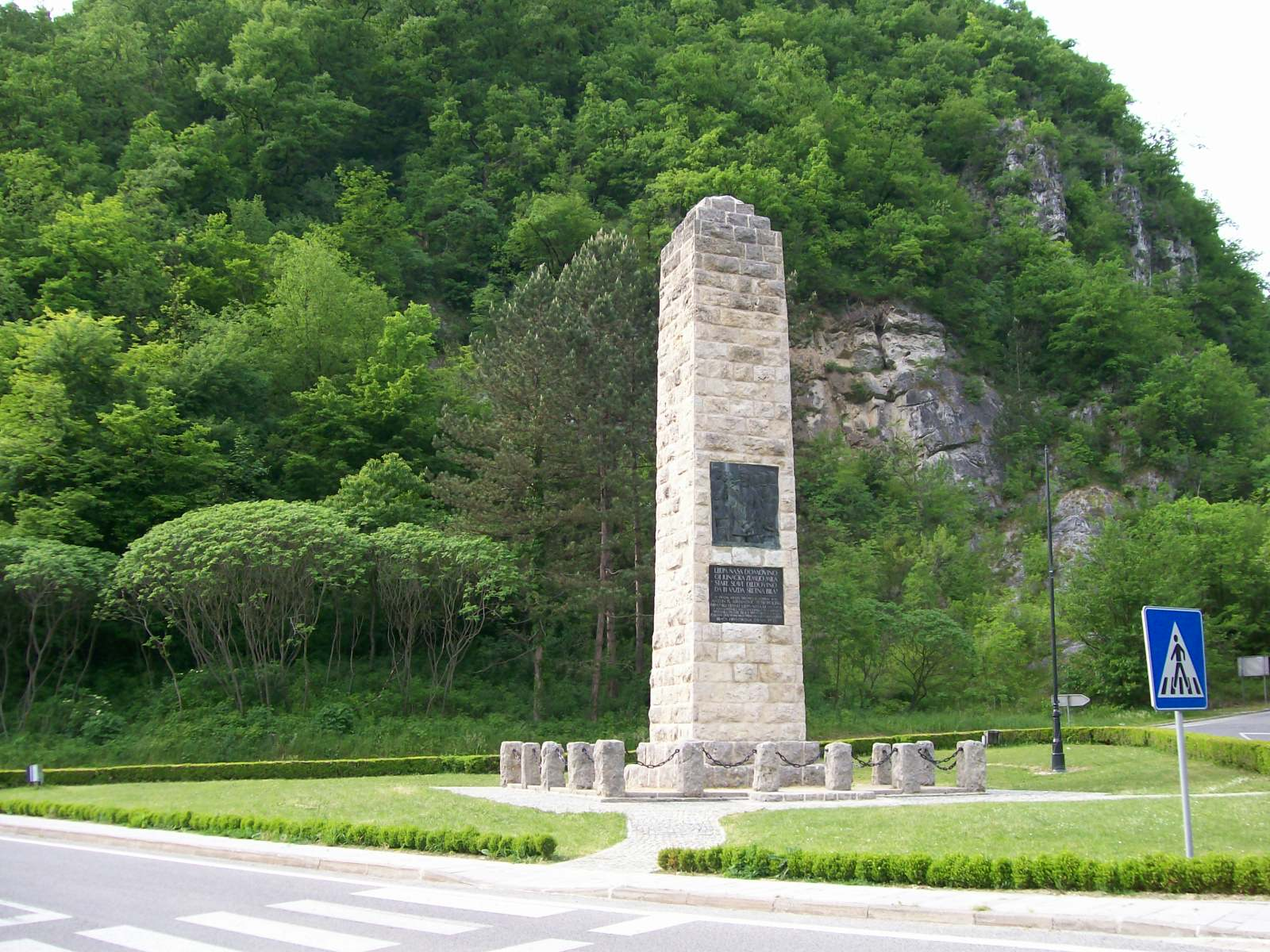
Monumentul imnului croat.

În Croația există în prezent câteva școli care-i poartă numele, în special Școala de Muzică Josip Runjanin (Osnovna glazbena șkola Josipa Runjanina) din Vinkovci.

## Legături externe
- Serbs of Vinkovci la Wayback Machine